# Почерковедение
Почеркове́дение (судебное почерковедение) — раздел криминалистики, изучающий развитие письменно-двигательных навыков человека, разрабатывающий методы исследования почерка в целях решения задач судебно-почерковедческой экспертизы.

## Принципы почерковедения и почерковедческой экспертизы
Криминалистическое значение имеют следующие свойства почерка:
- индивидуальность, то есть характерные особенности почерка, присущие разным лицам;
- динамическая устойчивость, то есть стереотипность, стабильность совокупности действий, совершаемых при письме, во времени и по отношению к сбивающим факторам;
- избирательная изменчивость (вариационность), то есть результат реакций организма на различные условия.

Основные задачи, стоящие перед почерковедческой экспертизой:
- определить, кем выполнен текст исследуемого документа;
- выяснить, одним или разными лицами выполнены тексты в различных документах;
- определить подлинность подписи.

Тем не менее, почерковедческая экспертиза ставит перед собой и другие задачи. Условно их можно разделить на идентификационные (установление исполнителя рукописи, установление тождества почерков), диагностические (установление сведений о личности писавшего), ситуационные (определение условий выполнения текста, в том числе, установление умышленного изменения почерка).
Строго говоря, российская почерковедческая экспертиза подразделяет рукописи на:
- тексты (рукопись, содержание которой в основном состоит из букв и цифр, включающая не менее четырёх слов, или восьми цифр, или трех слов и трех цифр);
- краткие записи (то же самое, но меньшего объёма);
- подписи.

## Признаки письменной речи

### Общие признаки письменной речи
Условно различают высокий, средний и низкий уровни владения письменной речью.
Рассматриваются:
- степень развития грамматических навыков письма (оценивается частота орфографических и пунктуационных ошибок). Эту степень можно оценить лишь по большому количеству письменного материала (несколько страниц). Кроме наличия ошибок, необходимо определить степень их устойчивости;
- степень развития лексических навыков письма. В этом случае для экспертизы также необходим текст большого объёма;
- степень развития стилистических навыков письма. Помимо стилей как таковых, сюда относят характер сокращений, набор используемых символов, зачеркивания, акцентирования (например, подчеркивания выделенных слов) и так далее.

Обычно общие признаки письма позволяют сузить круг поиска, но не позволяют однозначно установить личность исполнителя текста.

### Частные признаки письменной речи
Под частными признаками подразумеваются устойчивые лексические и грамматические ошибки, а также авторская лексика и т. п.

### Умышленное искажение признаков письменной речи
Умышленное искажение таких признаков возможно, но представляет значительную трудность. Изучение признаков письменной речи позволяет решать неидентификационные вопросы, в частности, физическое и психическое состояние писавшего.

## Признаки почерка

### Топографические признаки почерка
Под топографическими признаками понимают способ размещения текста на бумаге:
- размещение самостоятельных фрагментов (заголовки, обращения, даты, подписи, резолюции) относительно основного текста и краев листа;
- размеры, форма полей;
- размер красной строки;
- размер интервалов между строчками, между словами;
- направление и форма линий письма, размещение линии письма относительно графления листа;
- размещение движений при выполнении знаков препинания, положение знака переноса слов.

### Общие признаки почерка
Один из основных показателей письма при проведении экспертизы — выработанность почерка, определить которую можно по темпу письма и по координации движений. Люди с менее выработанным почерком практически не способны по собственному желанию написать текст более выработанным почерком. Обратное искажение возможно, но обычно сопряжено с множеством свидетельств такого искажения.
Также рассматривают:
- степень сложности движений;
- преобладающую форму и направление движений (включая наклон);
- разгон почерка (то есть соотношение высоты знаков и их ширины);
- степень связности движения;
- нажим почерка. Нажим легче определить в случае, если текст написан перьевыми ручками. Этот признак почти утратил идентификационную значимость ещё в 1970-х годах в связи с массовым переходом на шариковые ручки. Тем не менее, степень вдавленности почерка может быть полезным признаком и сейчас.

#### Групповое значение общих признаков почерка
Общие признаки почерка — это свойства почерка, проявляющиеся во всех, либо в преобладающем большинстве букв рукописи и характеризующие её исполнение в целом. Изучение признаков почерка следует начинать именно с общих признаков, поскольку они имеют большое значение при проведении идентификационного исследования, так как являются наиболее устойчивыми и надежными, что в свою очередь, имеет важное значение при установлении личности исполнителя рукописи. Условно в практических целях общие признаки делятся на три группы.
Первая из них — общесистемные признаки, отражающие степень и характер сформированности письменно-двигательного навыка. Под ними понимается степень выработанности, которая не может быть рассмотрена без тесно связанных с ней степени совершенства системы движений, координации движений и темпа письма, а также строения почерка по степени сложности.
Вторая группа — включает в себя частно-системные признаки, отражающие структурно-геометрические и динамические характеристики. Это — преобладающие форма, направление и протяженность движений, степень связности движений, из динамических — степень и характер нажима.
Третья группа — признаки, отражающие пространственную ориентацию (относительное размещение) фрагментов рукописи и движений, которыми они выполняются. При этом имеются в виду специфические особенности размещения самостоятельных фрагментов документа (обращений, дат, резолюций, подписей) в пределах листа бумаги; расположение текста относительно срезов листа бумаги — поля: их наличие, отсутствие, конфигурация и размер, локализация; размещение начального движения в первой строке абзаца, относительно начала других строк и предшествующей строки. К признакам этой группы относятся и такие, как размер между строками, размещение линии письма относительно бланковой строки, направление линии письма в строке, форма линии письма в строке, размер интервалов между словами, размещение знаков препинания относительно предшествующего слова, линии письма или бланковой строки.

#### Общие признаки почерка, характеризующие пространственную ориентацию движений и фрагментов рукописи (топографические признаки)
1. Размещение самостоятельных фрагментов текста относительно среза листа, относительно друг друга и относительно основного текста листа.
При оформлении официальных документов существует определённый порядок размещения их реквизитов. Так, обозначение адресата размещается в правом верхнем углу листа, обращение ниже, в центре, подписи справа под текстом, резолюции — в левом верхнем углу и т. д.
Наиболее выраженные отклонения от общепринятых правил размещения текста документа, отражающиеся в топографических признаках почерка конкретного лица, обладают повышенной идентификационной значимостью. К топографическим признакам относятся:
- Наличие или отсутствие абзацного отступа (красная строка) его размеры (количество знаков).
- Размещение начального движения в первой строке абзаца относительно начала других строк проявляется в размерах отступления от левого вертикального среза листа, то есть в размерах красных строк.

При обучении письму в школе размер красных строк определён около 3 см, но в процессе формирования навыка письма у каждого человека индивидуально эти размеры могут увеличиваться или уменьшаться или даже сойти к нулю.
Размеры отступлений в красной строке могут быть малыми (1-3 знака), средними (4-5 знаков) и большими (более 6 знаков). Следует учитывать, что абзацы в рукописном тексте могут быть выделены за счет увеличения интервала между строками. Подобное выражение признаков встречается редко, но в случае проявления он должен быть отражен в характеристике топографических признаков почерка.
- Наличие или отсутствие полей, их размеры, форма и направление.

Поля представляют собой отступы пишущего:
 — от вертикальных левых срезов листа бумаги до начала строк (левое поле);
 — от окончания строк до правых вертикальных срезов листа бумаги (правое поле).
Наличие полей ограничивает пространство, в котором пишущий осуществляет движения в пределах листа бумаги. Результаты статического анализа топографических признаков почерка показывают, что наиболее устойчиво данная группа признаков проявляется относительно начальных движений, то есть относительно левого поля. Поэтому последующие характеристики определяются прежде всего относительно левого поля.
- Размеры левого поля.

Поле определяется расстоянием от левого вертикального среза бумаги до начала строк:
 — малое меньше двухэлементных знаков (не превышает 1 см);
 — среднее равно 3-4 знакам (измеряется от 1 до 3 см);
 — большое равняется 5 и более знакам (превышает 3 см).
Данные характеристики применимы и для правого поля, но фиксированные правые поля в рукописях преимущественно отсутствуют.
- Форма линии полей.

Линия левого поля образована соединением крайних левых точек начал строк (без абзацных отступов); правого поля — соединением крайних правых точек окончаний строк. Наиболее ярко данный признак проявляется при характеристике формы (конфигурации) левого поля так как является более устойчивым и фиксируется практически во всех почерках.
Форма линии левого поля может быть:
 — прямолинейная, то есть строки находятся на одинаковом расстоянии от левого среза;
 — криволинейная, то есть строки находятся на различном расстоянии от левого среза и образуют вертикальную линию либо извилистой, либо угловатой, либо дуговой формы.
- Направление линии поля.

Направление линии левого поля относительно левых вертикальных срезов может быть:
 — левонаклонное (вертикаль, соединяющая крайние левые точки строк рукописного текста, имеет левый наклон);
 — правонаклонное (соединяющая вертикаль имеет правый наклон);
 — без отклонений от вертикали (соединяющая вертикаль рукописного текста не имеет выраженных отклонений, практически соединяется с прямолинейной формой линии поля.
- Размер интервалов между строками.

Данный признак характеризует размещение строк относительно друг друга. Интервалы определяются расстоянием между нижней линией строки и верхней линией следующей строки. При этом условные линии строк проходят соответственно: нижняя по точкам окончаний движений букв без подстрочных элементов; верхняя — по точкам начала букв без надстрочных элементов. Размер интервалов между строками исчисляется высотой строчных букв без надстрочных и подстрочных элементов, которые условно могут быть помещены между строками.
Рассматриваемый признак может быть изучен только в рукописях, исполненных на нелинованной бумаге.
 — Малый размер интервала — пространство равно по высоте размеру одной буквы или меньше её.
 — Средний размер интервала — пространство равно по высоте размеру до двух букв.
 — Большой размер интервала — пространство равно по высоте размеру двух и более букв.
Если на протяжении рукописного текста не наблюдается постоянных значений проявления данного признака, то признак фиксируется как неустойчивый.
- Признаки, характеризующие форму и направление нижней линии письма.

Форма линии строки определяется формой горизонтальной линии, образованной основанием строк за счет соединения нижних точек букв, расположенных на одной строке (без подстрочных элементов).
Форма линии строки может быть:
 — прямолинейной, то есть основания находятся на одной горизонтали;
 — криволинейная, то есть основания букв находятся на различной высоте и при соединении между собой образуют линии различной формы — извилистую, дуговую, угловатую, ступенчатую и т. п.
- Направление линии строки.

Определяется направлением горизонтальной линии, образованной основанием строк за счет соединения нижних точек букв (без подстрочных элементов), расположенных на одной строке относительно горизонтального среза бумаги. Данный признак оценивается в почерке рукописных текстов, выполненных на листах без линовки. Направление линии строки может быть:
 — поднимающееся, то есть линия, образованная основаниями букв, имеет восходящее направление относительно горизонтального среза листа;
 — опускающееся, то есть линия, образованная основаниями букв, имеет нисходящее направление относительно горизонтального среза листа;
 — горизонтальное, то есть линия, образованная размещенными на строке основаниями букв, параллельна линии горизонтального среза листа.
- Размещение нижней линии письма относительно линии линовки.

Этот признак рассматривается в почерках рукописных текстов, выполненных на листах бумаги, имеющих линию линовки и в зависимости от выполнения подразделяется на текст, выполненный — на линии линовки; выше линии линовки.
- Размер интервалов между словами.

Признак характеризует размещение рядом расположенных в строке слов относительно друг друга. Интервалы определяются расстоянием между вертикалью последнего (правого) элемента последней буквы и вертикалью первого (левого) элемента первой буквы следующего на строке слова. Размер интервалов между словами исчисляется соответственно шириной строчных двухэлементных букв, которые могут быть условно помещены между словами.
 — малый размер интервала — пространство (по горизонтали) равно по ширине размеру одной буквы или меньше её;
 — средний размер интервала — пространство равно по ширине размеру двух букв;
 — большой размер интервала — пространство (по горизонтали) равно по ширине размеру большему, чем две буквы. Рассматриваемый признак является сравнительно неустойчивым.
- Размещение движений при выполнении знаков препинания.

Этот признак может рассматриваться как размещение знаков относительно предшествующих слов; размещение знаков препинания может также рассматриваться относительно нижней линии письма или линии линовки. В этом случае признаки могут характеризоваться как размещение знаков препинания на линии письма, то есть на одной горизонтали с линией строки и под линией письма, то есть под нижней линией строки.

#### Общие признаки, отражающие степень и характер сформированности письменно-двигательного навыка
1. Выработанность почерка.
Под выработанностью почерка в теории и практике судебно-почерковедческой экспертизы принято понимать уровень овладения письменно-двигательными навыками письма, проявляющийся в способности выполнять рукописный текст в быстром темпе, устойчивыми координированными движениями в соответствии с общепринятой системой скорописи. Выработанность — это характеристика степени сформированности почерка в целом.
Как показатель степени сформированности почерка, выработанность служит для эксперта показателем автоматизма письма, управляемости движениями, способности писать в быстром темпе.
Выработанность — интегративный признак. Показателями его являются: координированность, темп. Кроме того, в качестве показателя выработанности часто рассматриваются: устойчивость признаков почерка, строение букв, вариационность конструкций букв в зависимости от конкретного сочетания букв в слове.
Под координацией движений, рассматриваемой в качестве показателя степени выработанности, понимается пространственная точность движений. Темпом письма считается время выполнения букв, слов, фраз, рукописи в целом. Понятия устойчивости и вариационности известны.
Почерки по степени выработанности делятся на три группы:
а) маловыработанные,
б) средневыработанные,
в) высоковыработанные.
В практике используется также выделение промежуточных групп: выше средней и ниже средней.
Маловыработанные почерки отражают начальную ступень образования навыка письма. К этой группе почерков относятся:
1) школьные, ученические почерки, характерные для периода обучения письму (1 — 4 классы средней школы);
2) почерки лиц, оставивших обучение письму на начальных этапах и пишущих довольно редко.
В противоположность школьному в маловыработанном практическом почерке признаки низкой координации движений, особенно 2-й группы: неравномерность протяжённости, направления и размещения движений, выражены довольно отчётливо. В связи с этим рукописи выглядят нестройными, нечёткими. Неравномерность протяжённости, направления, размещения может стать устойчивой при выполнении определённых букв. Такому почерку свойственен медленный, а иногда и средний темп. Строение букв обычно близко к прописям.
Средневыработанный почерк в большей мере устойчив относительно влияния различных сбивающих обстоятельств. На этом этапе формирования пишущий начинает приспосабливать навыки к различным условиям и в первую очередь к быстрому и медленному темпу. В связи с этим буквы могут подвергаться значительным изменениям: появляется больше упрощений при выполнении букв и их элементов.
Высоковыработанные почерки — это вполне сформировавшиеся почерки, отражающие приспособленный к относительно быстрому темпу и характеризующийся автоматизацией движений навык письма.
Для почерков высокой степени выработанности характерна относительно большая точность движений в процессе быстрого выполнения избранных пишущим форм письменных знаков. Правда, признаки недостаточной координированности движений 2-й группы, выражающиеся в неравномерности протяжённости, направления и размещения движений и закрепившиеся на предыдущих стадиях формирования, могут сохраниться в высоковыработанных почерках, особенно при формировании почерка упрощённого строения, которому свойственна высокая приспособленность к быстрому темпу.
Лицам, имеющим высоковыработанные почерки, свойственен относительно быстрый темп движений при письме. Признаками быстрого темпа являются значительная непрерывность письма, постепенное утолщение в начале и спад нажима в окончании штрихов, упрощённое строение букв. Дифференциация же темпа в пределах данной группы зависит от строения почерка (простое, упрощённое или усложнённое).
Для навыков письма, отражающихся в высоковыработанном почерке, наряду с относительной стереотипностью, характерна вариационность, объясняющаяся приспособляемостью к различным условиям, и относительно большая устойчивость к сбивающим факторам. Вариационность признаков и особенно почерка — качество, проявляющееся только на высокой ступени его формирования.
Степень выработанности почерка относится к устойчивым признакам. Её показатели, как правило, воспроизводятся при письме в изменённых условиях в таком объёме, что удаётся судить о действительной степени выработанности почерка исполнителя исследуемой рукописи.
Устойчивость степени выработанности почерка, по-видимому, объясняется многообразием её показателей. Координация и темп могут претерпевать значительные изменения. Вместе с тем в рукописи удаётся обнаружить особенности движений, выражающиеся обычно в строении букв, которые свидетельствуют о более высоких координационных возможностях и приспособленности к быстрому темпу письма. Это позволяет судить о действительной степени выработанности почерка исполнителя.
Координация и темп движений, как идентификационные и диагностические признаки имеют и самостоятельное значение.
2. Координация движений при письме.
Координацию движений можно рассматривать с точки зрения двух степеней точности:
а) точность в соблюдении параметров движений (главным образом, направления и протяжённости) в пределах выполнения элементов букв;
б) точность в соблюдении параметров движений (направления, протяжённости, размещения и других) при выполнении сочетаний — элементов, букв, слов, фраз.
Неточность движений первой степени (1-й группы) выражается уже в известных признаках:
 — извилистости,
 — угловатости овалов,
 — изломах прямых штрихов,
 — неточных (смещённых) началах и окончаниях движений.
3. Темп движений при письме.
Темп движений при письме может быть привычным и изменённым.
Привычный темп письма значительно различается в почерках разных лиц, находящихся в пределах одной степени выработанности. Даже в пределах группы маловыработанных почерков можно различать почерки более медленные и более быстрые.
Различие в темпе письма сказывается в уже известных признаках, основным из которых является степень непрерывности движений при выполнении букв и их сочетаний.
Темп письма — это признак, вообще тесно связанный со сложностью движений. Зависимость темпа от сложности обратная: чем больше сложность, тем медленнее темп и наоборот. Поэтому, сложность почерка в целом и при выполнении определённых букв иногда служит показателем темпа.
Темп письма может привычно варьировать у каждого пишущего в зависимости от назначения документа и ряда других условий.
4. Степень совершенства системы движений.
Степень совершенства системы движений — это общесистемный признак, по которому можно дифференцировать почерки высокой степени выработанности в зависимости от оптимальности работы письменно — двигательного ФДК навыков. Степень совершенства системы движений выражается в целом ряде признаков меньшей общности: темпе, связности, преобладающей форме движений при соединении элементов письменных знаков, наклоне, размере, разгоне, цикличности, пространственно-ориентационных характеристиках.
Различают — высокую, среднюю и низкую степень совершенства системы движений.
Высокая степень совершенства системы движений характеризуется следующими параметрами:
1 — большая связность,
2 — равномерность наклона,
3 — преобладание петлевой формы соединения элементов букв,
4 — цикличность в виде петлевых элементов и звеньев,
5 — равномерные протяжённость и размещение букв и их элементов по горизонтали и вертикали.
Для средней степени совершенства — необходимо наличие трёх из пяти параметров, характеризующих высокую степень совершенства движений.
Низкая степень совершенства системы движений характеризуется следующими параметрами:
1 — малая связность,
2 — неравномерность наклона,
3 — преобладание угловатой формы соединения элементов букв,
4 — малая цикличность, либо проявление однотипности в виде прямолинейно — угловатых движений,
5 — неравномерные протяжённость и размещение букв и их элементов по горизонтали и вертикали.
Строение почерка (степень сложности движений, отображающаяся в строении почерка в целом).
Строение почерка по степени сложности отражает приближённость письменно — двигательного навыка к нормам прописей. Согласно принятой классификации, почерки делятся на три группы:
 — простого строения (приближённого к прописям),
 — упрощённого,
 — усложнённого.
При этом в качестве своеобразного эталона взято наибольшее соответствие нормам прописей.
Почерк простого (приближённого к прописям) строения максимально приближен к системе движений, установленной стандартными прописями. Он приспособлен к среднему и высокому темпу выполнения при сохранении чёткости рукописи. В почерке простого строения могут встречаться знаки упрощённой или усложнённой конструкции, но большинство должны составлять буквы простого строения. В этом случае указывается, что почерк простого строения с элементами упрощения или усложнения.
Почерк простого строения называют — «учительским». Он преимущественно встречается у женщин, работающих: учителями, медицинскими сёстрами, секретарями и т. п.
Для почерка упрощённого строения характерна простая по отношению к прописям система движений. Конструкция большинства букв упрощена по сравнению с нормами прописей. Упрощение конструкций выражается в отклонении от прописей в сторону снижения сложности движений (в частности, в изменении петлевых движений на угловатые; угловатых движений на прямолинейные и др.). Упрощённое строение почерка сочетается, как правило, с быстрым темпом письма, который достигается нередко за счёт неточности движений. Упрощённый почерк не отличается чёткостью и часто трудночитаем.
В почерке усложнённого строения наблюдается значительное увеличение сложности системы движений по сравнению с письмом, приближённым к прописям. Конструкция большинства букв отклоняется от прописей в сторону увеличения сложности движений в знаках и связях между ними. Появляются сложные, сменяющие друг друга, различные по форме и направлению движения. Координация движений при усложнённом строении всегда высокая, а темп — от среднего до высокого. При этом темп письма связан со степенью усложнённости. В случае, если усложнённость почерка связана с элементами украшательства, то темп письма замедляется.
Наряду с перечисленными элементами строения почерка, необходимо выделить и строение стилизованного почерка.
В связи с изменениями прописей в 1968 г., за последние годы значительно изменилось строение почерка молодых людей. Более 70 % мужчин имеют скорописный вариант почерка, который характеризуется как средне- и высоковыработанный, простого строения с элементами стилизации или стилизованный. В теории судебно — почерковедческой идентификации понятие «стилизованный почерк» предполагает выполнение рукописного текста контролируемыми сознанием движениями, то есть является вариантом изменённого почерка. Так как стилизованный почерк стал вариантом скорописного письма, то при проведении почерковедческого исследования — необходимо уточнять возраст исполнителя и, с учётом этого, исследовать «стилизованный» почерк: в одних случаях как изменённый (лица старше 35 лет), а в других (лица моложе 35 лет), как обычный вариант скорописного письма. В этом случае характеристики строения почерка могут быть: 1 — простой, с элементами упрощения и стилизации; 2 — упрощённый, с элементами стилизации; 3 — усложнённый, с элементами стилизации.
Общие признаки почерка, характеризующие структуру движений по их траектории.
Преобладающая форма движений.
При выполнении рукописного текста используются различные по форме движения прописи, но в конкретных почерках может преобладать определённая форма движений.
Преобладающая форма движений может изменяться, но сохраняет свою устойчивость при письме в различных условиях.
Преобладающая форма движений может быть: дуговой, петлевой, угловатой.
Наиболее часто встречаются почерки с преобладающей угловатой формой движений. Реже встречаются почерки с преобладающей петлевой и дуговой формой движений.
Если выявить преобладающую форму движений невозможно, то признак характеризуется как смешанная форма движений.
Преобладающее направление движений.
Преобладающее направление движений рассматривается в отношении элементов букв, выполняемых сгибательными движениями, и в отношении дугообразных элементов букв.
Нормами прописей предусмотрены различные (смешанные) направления движений при выполнении букв — правоокружные и левоокружные.
Выделение такого признака теоретически возможно, например, при преобладании какого-либо направления движений, однако в практике такие почерки встречаются крайне редко.
Наклон.
Признак определяется по направлению движений при выполнении продольных осей букв к линии письма.
По наклону почерки разделяются на:
 — левонаклонные (преобладающее отклонение букв от вертикали влево);
 — вертикальные (буквы выполняются параллельно срезам бумаги);
 — правонаклонные (преобладающее отклонение букв от вертикали вправо).
Вариант правонаклонного почерка является преимущественным в почерках лиц, обучавшихся по прописям образца 1937 г. Это объясняется правым наклоном почерка прописей.
В почерках лиц, обучавшихся по прописям образца 1968 г., несмотря на то, что наклон в них остался правым, преобладают левый и вертикальный наклоны.
Наклон является вариационным признаком. При маскировке почерка наклон часто изменяется. Вместе с тем наклон является относительно устойчивым признаком при изменении внешних сбивающих факторов.
Размер почерка (протяжённость движений по вертикали).
Определяется размер почерка высотой строчных элементов букв (без надстрочных и подстрочных элементов).
Размер почерка может быть:
 — малый (высота букв — менее 2 мм);
 — средний (высота букв — от 2 до 4 мм);
 — большой (высота букв — более 4 мм).
Наиболее распространённым является средний размер (протяжённость движений по вертикали) почерка.
При намеренном изменении почерка этот признак подвергается изменениям чаще других.
Разгон почерка (протяжённость движений по горизонтали).
Разгон почерка (или протяжённость движений почерка по горизонтали) включает в себя два составляющих признака:
 — относительную протяжённость движений по горизонтали при выполнении строчных букв, по сравнению с протяжённостью по вертикали (размером букв);
 — расстановку букв (расстояние между буквами).
Соотношение протяжённостей букв по горизонтали (относительно вертикали) в сочетании с расстановкой букв образуют общую характеристику почерка по протяжённости движений по горизонтали.
Малый разгон — (протяжённость почерка по горизонтали) — ширина букв равна или меньше высоты; расстояние между буквами меньше половины ширины буквы.
Средний разгон — ширина букв равна высоте; расстояние между буквами равно ширине половины буквы или одной буквы.
Большой разгон — ширина букв меньше высоты; расстояние между буквами больше ширины одной буквы.
Изменив общепринятые характеристики путём соединения двух составляющих, авторы получили общую характеристику почерка в целом — в виде его протяжённости движений по горизонтали, оставив в качестве синонима признак " разгон почерка ".
В практической деятельности по частоте встречаемости подавляющее большинство почерков (независимо от обучения по «старым» и "новым " прописям) — имеют большую протяжённость движений по горизонтали, то есть большой разгон.
Степень связности (степень непрерывности движений при выполнении букв, их очетаний).
Чем реже пишущий прерывает движение, производимое им в горизонтальной плоскости, тем выше степень связности движений при письме.
Признак определяется количеством букв, выполненных без отрыва пишущего прибора от бумаги.
Степень связности почерка может быть:
 — малая (непрерывными движениями выполняются менее 3-х букв);
 — средняя (непрерывными движениями выполняются 4 — 5 букв);
 — высокая (непрерывными движениями выполняются 5 букв и более).
В редких случаях наблюдается сплошная связность почерка, когда все буквы в словах рукописного текста выполняются непрерывными движениями.
В последнее время среди почерков молодых людей (моложе 35 лет) встречаются отрывистые, интервальные почерки, когда все буквы выполняются раздельно. При исследовании таких почерков можно характеризовать их соответственно как почерки, имеющие сплошную связность (или интервальные почерки).
Степень связности может изменяться в зависимости от воздействия сбивающих факторов. При намеренном изменении почерка степень связности, как правило, снижается, тогда как в состоянии алкогольного опьянения средней тяжести, степень связности повышается.

### Частные признаки почерка
Частные признаки отражаются в способах исполнения и связывания письменных знаков и их элементов, в расположении знаков и элементов относительно друг друга.
Среди частных признаков почерка можно выделить следующие:
- форма движений при выполнении и соединении букв и их элементов (прямолинейная, дуговая, петлевая, угловая, извилистая);
- направление движений при написании. Различают движения снизу вверх, сверху вниз, левоокружные, правоокружные;
- протяженность движений. Она характеризуется относительным размером штрихов различных элементов букв;
- количество движений при выполнении букв и их элементов. Может быть как уменьшено, так и увеличено.
- связность движений, то есть вид соединения элементов в буквах, а также вид соединения букв между собой (слитный или с интервалами);
- относительное размещение точек начала, окончания, пересечения и соединения движений;
- последовательность движений, которыми выполняются различные элементы букв и их соединения;
- сложность движений при выполнении букв. Различают обычные, усложненные и упрощенные движения, по сравнению с прописями.

## История почерковедения и почерковедческой экспертизы
Начиная со времен византийского императора Юстиниана (5-6 век) в законодательстве находило закрепление исследование почерка в судебных целях. В России уже в XV веке сравнение рукописей использовалось при установлении подлинности документов. Позднее, в своде законов Российской империи 1857 г., указывалось, что «рассмотрение и сличение почерков производится по назначению суда». Такое исследование поручалось секретарям присутственных мест, учителям чистописания или другим преподавателям.
В XVII веке изучением письма стали заниматься графологи, которые стремились установить по почерку характер человека, основателем графологии считается французский аббат Мишон. XIX—XX века отмечены трудами по графологии французских криминалистов А. Бертильона и Э. Локара. Отечественная доктрина того времени представлена Е. Ф. Буринским, который впервые обратил внимание на взаимосвязь между физиологическими особенностями человека и его почерком. Расцвет судебного почерковедения приходится на 70-90-е годы XX века, тогда были предприняты удачные попытки установления пола, возраста, образования и даже роста исполнителя рукописи.